# تورکو ۱۴۹۶
سیارک ۱۴۹۶ (به انگلیسی: 1496 Turku، نامگذاری:1938SA1) هزار و چهارصد و نود و ششمین سیارک کشف شده‌است که در ۲۲ سپتامبر ۱۹۳۸ کشف شد.
قدر مطلق سیارک برابر ۱۲٫۹۰ است.